# Lethrus andrejewae
Lethrus andrejewae är en skalbaggsart som beskrevs av Nikolajev 1987. Lethrus andrejewae ingår i släktet Lethrus och familjen tordyvlar. Inga underarter finns listade i Catalogue of Life.